# Mussau
Mussau – wyspa w północnej części Papui-Nowej Gwinei należąca administracyjnie do prowincji Nowa Irlandia.

## Geografia
Mussau jest największą z Wysp Świętego Macieja. Otoczona jest rafą koralową. Najwyższym wzniesieniem jest Eunainaun o wysokości 651 m n.p.m.. Na południowy zachód od Mussau za Kanałem Melle znajduje się kolejna rafa koralowa z wieloma wyspami, w tym Emananus i Eloauą oraz mniejszymi Boliu, Emussau, Ebanalu i Ekaleu.
Na wyspie znajduje się szereg wsi, położonych przeważnie na wybrzeżu. Na południu leży Boliu, w której znajduje się szkoła Kościoła Adwentystów Dnia Siódmego. Na południowym wschodzie leżą Malakata, Loliang i Lamusmus, na północy Bai, a na północnym wybrzeżu Tabalo, Katalusa i Tasitel.
Na Mussau używa się języka mussau–emira. Należy on wraz z językiem tenis z wyspy Tench do podgrupy językowej Świętego Macieja, należących do podrodziny oceanicznej rodziny języków austronezyjskich. Emirau, druga pod względem wielkości wyspa archipelagu, leży 26 km na wschód od Mussau.
Wyspa Mussau została zakwalifikowana przez BirdLife International jako obszar ochrony ptaków dla gatunków endemicznych (ang. Endemic Bird Areas, EBA). Miejscowym podgatunkiem karłówki żółtobrzuchej jest Micropsitta meeki proxima, zamieszkująca wyłącznie Mussau i Emirau. Monareczka białogrzbieta (Monarcha menckei) i wachlarzówka czarnopierśna (Rhipidura matthiae) są również endemitami i także zostały określone jako gatunki bliskie zagrożenia.

## Historia
Wyspa została odkryta dla Europejczyków w 1616 przez holenderskich żeglarzy: Jacoba Le Maire’a i Willema Corneliszoona Schoutena. W latach 1885–1899 należały do tzw. Niemieckiego Obszaru Ochronnego (niem. Deutsches Schutzgebiet), a od 1899 do 1914 do niemieckiej kolonii Nowej Gwinei Niemieckiej.
1 kwietnia 1901 tubylcy zaatakowali członków ekspedycji Menckego (niem. Mencke-Expedition) podczas ich pobytu na Mussau. Wskutek ataku zginął Bruno Mencke, organizator i sponsor ekspedycji wraz z trzema towarzyszami. Latem 1901 oddział policji i oddział desantowy z krążownika SMS „Cormoran”, pod dowództwem kapitana Maxa Grapowa dokonał w ramach karnej ekspedycji krwawej masakry na mieszkańcach Mussau. W odwecie za śmierć Menckego i jego trzech towarzyszy, zagonili wiele osób do systemu jaskiniowego i zabijali każdego, kto próbował wyjść na zewnątrz. Zginęło wtedy 81 osób, w tym wiele kobiet i dzieci.
W 1914 wyspy zostały zdobyte przez oddziały australijskie i po I wojnie światowej trafiły jako mandat Ligi Narodów pod administrację Australii. W latach 1942–1944 znajdowały się pod okupacją japońską, ale w 1949 ponownie trafiły pod administrację Australii. Od 1975 są częścią niezależnego państwa Papui-Nowej Gwinei.